# Havant & Waterlooville Football Club
El Havant & Waterlooville FC es un equipo de fútbol de Inglaterra que juega en la National League South, la sexta división de fútbol en el país.

## Historia
Fue fundado en el año 1998 en la ciudad de Havant de Hampshire luego de la fusión de los equipos Havant Town FC y Waterlooville FC y en su primera temporada de existencia ganaron el título de la Southern League, y ese mismo año estuvieron cerca de jugar por primera vez en la FA Cup pero fueron eliminados en la última fase de clasificación.
En el año siguiente lograron llegar a la FA Cup por primera vez, en donde fueron eliminados en la primera ronda por el Southport FC en condición de local y perdieron de visita contra el Dagenham & Redbridge FC en la edición de 2002/03.
En la temporada 2004 llegaron a jugar en la Conference South por primera vez luego de que se hiciera una reestructuración en el fútbol inglés, y en el año 2006 enfrentó por primera vez a un equipo miembro de la Football League, el cual fue una derrota 1-2 ante el Millwall FC en Fratton Park.
En 2007 llegaron hasta la tercera ronda de la FA Cup donde fueron eliminados por el gigante inglés Liverpool FC 2-5 en Anfield luego de tener la ventaja en el marcador en dos ocasiones, habiendo dejado en el camino a equipos como el Swansea City AFC, Notts County FC y York City FC, todos equipos de categoría superior.
En julio de 2011 enfrentó por primera vez a un equipo extranjero, al Real Betis de la Primera División de España en una derrota con marcador de 0-7. En la temporada 2017/18 gana el título de la Conference South y logra el ascenso a la Conference National por primera vez en su historia.

## Palmarés
- Conference South (1): 2017–18
- Isthmian Football League Premier Division (1): 2016–17
- Southern Football League Southern Division (1): 1998–99
- Portsmouth Senior Cup (2): 2015,[7] 2017[8]
- Hampshire Senior Cup (2): 2016,[9] 2018